# U-20ラグビーウェールズ代表
U-20ラグビーウェールズ代表（英語: Wales national under-20 rugby union team）は、20歳以下の選手で構成されるラグビーウェールズ代表チームである。
ワールドラグビーU20チャンピオンシップ・シックス・ネイションズU-20チャンピオンシップなどに出場している。

## 歴史
2013年、IRBジュニア世界選手権(現・ワールドラグビーU20チャンピオンシップ)で準優勝。
そして2016年、シックス・ネイションズU-20チャンピオンシップで初優勝。

## タイトル
- IRBジュニア世界選手権 (現ワールドラグビーU20チャンピオンシップ)
2位・1回 (2013年)
- シックス・ネイションズU-20チャンピオンシップ
優勝・1回 (2016年)
2位・2回 (2008年, 2013年)

## 成績

### ワールドラグビーU20チャンピオンシップ
- 2008年 - 4位
- 2009年 - 6位
- 2010年 - 7位
- 2011年 - 7位
- 2012年 - 3位
- 2013年 - 2位
- 2014年 - 7位
- 2015年 - 6位
- 2016年 - 7位
- 2017年 - 7位
- 2018年 - 7位
- 2019年 - 6位

### シックス・ネイションズU-20チャンピオンシップ
- 2008年 - 2位
- 2009年 - 5位
- 2010年 - 3位
- 2011年 - 3位
- 2012年 - 4位
- 2013年 - 2位
- 2014年 - 3位
- 2015年 - 3位
- 2016年 - 1位
- 2017年 - 3位
- 2018年 - 5位
- 2019年 - 4位
- 2021年 - 4位
- 2022年 - 4位

## 主な歴代代表主将
- サム・ウォーバートン - 2008年IRBジュニア世界選手権での主将。2011年W杯・2015年W杯ウェールズ代表選出。